# 刀国栋
刀国栋（1932年7月—2017年10月18日），原名岩蒙，男，傣族，云南景洪人，中国共产党及中华人民共和国官员，中共云南省委常委、云南省人民政府副省长、云南省人大常委会副主任。

## 生平
1952年8月，刀国栋参加革命工作，1954年11月加入中国共产党。1955年4月到1964年6月，历任西双版纳傣族自治州民族干校教育科长、景洪县人民政府县长。1964年6月到1975年5月，历任7679部队师职副政委、思茅军分区副政委、西双版纳军分区副政委。1975年5月到1977年12月，历任中共西双版纳傣族自治州州委副书记、西双版纳傣族自治州人民政府州长、州委书记。1977年12月以后，历任云南省革命委员会副主任，中共云南省委常委，云南省人民政府副省长，云南省人大常委会副主任。2000年10月退休。
2017年10月18日，刀国栋在西双版纳傣族自治州病逝，享年86岁。

## 著作
- 《凝聚民族工作的一生》